# Hattusilis I
Hattusilis era fiul lui Tabarnas (Labarnas), care era fondatorul regatului hitit. Acesta a domnit 30 de ani, între 1650 și 1620 î.H. Numele său însemna ,,puterea țării Hatti” și era un adevăr care nu putea fi contestat. Hattusilis și-a consolidat foarte bine imperiul, astfel că după câțiva ani de domnie autoritatea sa a devenit așa mare încât nimeni nu putea organiza un compot pentru a-l detrona de la putere. Un astfel de complot a încercat soția sa, Hastajar. Ea însă nu a reușit așa că a fost exilată împreună cu fiul său Labarnas( nu este vorba de Labarnas care a întemeiat regatul hitit), deoarece doreau să-l detroneze. Datorită acestui eveniment Hattusilis l-a numit urmaș pe unul din nepoții săi, Mursilis I.
Datorită forței pe care o avea Hattusilis a început în scurt timp campaniile militare. A cucerit unele zone din părțile septentrionale ale Siriei actuale, printre care regatul lamhad, din care făceau parte amoriți semitici. Capitala lor, Alep, a fost jefuită complet. Apoi Hattusilis și-a îndreptat atenția către regatul Arzadawa, pe care l-a cucerit ușor. După aceasta a avut grijă să răspingă atacurile huriților( populații semitice din Mesopotamia)dinspre sud-vest care amenințau regatul hitit.
Hattusilis a murit în anul 1620 î.H. Urmașul său la tron a fost Mursilis I.
Hattusilis a fost un rege care a reușit să stabilească o ordine perfectă în imperiu. A câștigat lupte importante și a făcut din hitiți un mare imperiu. Un alt lucru important este faptul că a reușit să stabilească o capitală,Hattușaș, care se vă păstra până la prăbușirea imperiului hitit în jurul anului 1200 î.H.